# 9610 Vischer
A 9610 Vischer (ideiglenes jelöléssel 1992 RQ) a Naprendszer kisbolygóövében található aszteroida. Freimut Börngen és L. D. Schmadel fedezte fel 1992. szeptember 2-án.